# Перук, Артём Викторович
Перỳк Артём Ви́кторович — (род. 9 апреля 1985, Псков, РСФСР, СССР) — предприниматель, ресторатор и сооснователь барной экосистемы «#СледуйЗаКроликами». Проекты компании регулярно входят в международные и российские рейтинги, такие как The World`s 50 Best Bars, Tales of the Cocktail, Where2Drink, Пальмовая ветвь ресторанного бизнеса и др. Артём Перук располагался на 34 месте в списке Самых Влиятельных Людей Барной Индустрии Мира от Drinks International 2021 и обладает титулом Bar Icon по версии Where2Drink 2023.

## Ранние годы
Родился 9 апреля 1985 года в Пскове, в семье инженеров. Учился в псковской средней школе №23 с углубленным изучением иностранных языков. После окончания школы поступил в ПГПУ им. Кирова на специальность «лингвист-переводчик и учитель иностранных языков». После выпуска в 2008 году проходил практику в школе, где сам учился, а после в вузе.  С юных лет увлекался спортивными танцами “брейк-данс”. В 2014 году стал одним из основателей танцевальной команды «Хоть Отбавляй», которая участвовала на международных и мировых чемпионатах. 

## Начало карьеры в индустрии гостеприимства
После работы в университете Артём Перук стал бренд-шеф бар-менеджером клуба R-16 и затем бар-менеджером в Old School Bar в Пскове. 

## Предпринимательская деятельность
В 2014 году Перук переехал в Санкт-Петербург с целью открытия собственного бара. 1 января 2015 года вместе с партнёрами — Игорем Зерновым и Николаем Киселёвым — он основал бар El Copitas на Колокольной улице.  Заведение быстро набрало популярность и в 2021 году вошло в престижный мировой рейтинг The World's 50 Best Bars, заняв 8-е место. 
В 2018 году Перук стал сооснователем ресторана Paloma Cantina.  Еще один ресторан Paloma Cantina под руководством Перука работает в Казани. 
Во время пандемии COVID-19 в 2020 году Артем Перук совместно с Николаем Киселевым и Игорем Зерновым начали разработку собственного алкогольного бренда. В результате была создана линейка премиальных напитков, и в 2021 году состоялся официальный запуск бренда — «Tselovalnik Russian Spirits». 
В 2021 году Артём Перук совместно с партнёрами открыл первый в России женский аперитивный бар Tagliatella Caffe. Проект был задуман как пространство, сочетающее итальянские кулинарные традиции с современной барной культурой.
В 2022 году заработал первый проект в Москве — Sangre Fresca. Ресторан мексиканской кухни на Патриарших прудах: 3-й проект с концепцией мексиканского гостеприимства. 
В 2023 году Перук стал сооснователем Nola Jazz Bar  — новоорлеанский проект с луизианской кухней, легендарными коктейлями и спонтанными музыкальными вечерами.
В 2024 году Перук совместно с партнерами и музеем Иосифа Бродского «Полторы комнаты» открыл китайскую закусочную и бар «Пища династии Минь» в историческом Доме Мурузи. 

## Награды проектов
Проекты компании «#СледуйЗаКроликами» регулярно входят в международные и российские рейтинги. 
- В 2016 году El Copitas Bar впервые входит в рейтинг The World’s 50 Best Bars и попадает на 76 место.[18]
- В 2017 году проект оказывается на 70 строчке[19] рейтинга.
- В 2018 году позиция взлетает до 39 места.[20]
- Также в 2018 году команда «#СледуйЗаКроликами» занимает 3 место в рейтинге Top-10 Best Bar Teams[21] in Europe на фестивале Tales of the Cocktail.
- В 2019 году El Copitas Bar снова вошёл в рейтинг The World’s 50 Best Bars и занял 27 место.[22]
- В 2020 году проект вновь стал 27[23].
- Также в 2020 году команда занимает 2-е место в рейтинге Best International Bar Team[24] на фестивале Tales of the Cocktail.
- В 2021 году El Copitas Bar вошёл в Топ-10 лучших баров мира и занял 8 место.[25]

## Образовательные проекты
В 2012 году Артём Перук принял участие в создании Independent Bartenders' Society (IBS) — первого в России цифрового сообщества для профессионалов барной индустрии в социальной сети Вконтакте.  Проект стал платформой для обмена знаниями и профессионального развития барменов. Перук переводил с английского статьи Дэвида Уондрича для IBS. 
В 2017 году совместно с Николаем Киселёвым и Игорем Зерновым Перук основал Bartenders FAQtory — школу барных коммуникаций, где занимал должность ректора.   В 2025 году учебное заведение было переименовано в Hospitality FAQtory. 
С 2016 по 2020 год Перук являлся главным редактором образовательного портала Bartenders School by Bacardi&Martini, проаодя лекции и мастер-классы для барного сообщества.
С 2021 по 2024 год под руководством Перука ежегодно проводился Saint-Petersburg Cocktail Week — первый в России масштабный коктейльный фестиваль.  В 2023 году мероприятие посетило более 7 500 человек. 

### Лекции
Артём Перук регулярно проводит лекции и мастер-классы по всей России, посвящённые построению бренда и маркетингу. 
В 2024 году выступил в качестве спикера на крупнейшем молодёжном фестивале VK Fest.  Является постоянным спикером гастрономического фестиваля GASTREET, где проводит лекции для профессионалов индустрии.
География лекционной деятельности Перука включает более 30 стран мира. В 2019 году Артём посетил семь стран Восточной Европы с лекциями в рамках образовательного тура от El Copitas Bar. 

## Литературная деятельность
Артём Перук принял участие в создании следующих изданий:
- «Tattoo Bible» (2021) — соавтор книги о баре El Copitas
- «Sex-Mex» (2021) — соавтор книги о мексиканской еде, напитках, культуре от команды мексиканской кантины Paloma Cantina

## Признание

### Жюри
Перук неоднократно приглашался в состав жюри престижных международных барных премий и конкурсов.  Среди них: 
- Tales of the Cocktail Spirited Awards (США)
- World’s 50 Best Bars (Великобритания)
- Mixology Awards (Германия)

## Политическая и общественная деятельность

### Взгляды
Артём Перук после 2022 года продолжил профессиональную деятельность в России. По данным открытых источников, публично не высказывался по вопросам политики и международных отношений. Как отмечает издание WHERETOEAT, Перук сосредоточился на развитии барной индустрии в России, продолжая участвовать в отраслевых мероприятиях и образовательных проектах.  После 2022 года проекты Артема Перука больше не попадали в западноевропейские рейтинги. 

## Награды
- Победитель Inshaker Bartender Awards 2018. [41]
- В 2021 году занял 34 место в списке Самых Влиятельных Людей в Барной Индустрии Мира. [42]
- «Bar Icon» по версии Where2Drink 2023. [43]
- Лауреат премии «Лучшие в индустрии. Бартендер года » 2023. [44]

## Семья
Женат. Анна Перук — персональный стилист и нутрициолог.